# Rosilene Rodrigues Silva
Rosilene Rodrigues Silva (1974) es una botánica, curadora y profesora brasileña.
Entre 2007 y 2010 desarrolló actividades académicas e investigativas como profesora asociada de la Universidad Federal de Mato Grosso del Sud.
En 1995, obtuvo una licenciatura en ciencias biológicas, por la Universidad Federal de Mato Grosso del Sud; para obtener la maestría en Biología Vegetal por la Universidad Federal de Paraná, defendió la tesis La familia Ericaceae A.L. de Jussieu en el Estado de Paraná, en 1999; y, el doctorado por la Universidad Estatal de Campinas, en 2006, defendiendo la tesis: Leguminosae en el Planalto residual de Urucum, al oeste del Pantanal de Mato Grosso do Sul, Brasil: Inventario, Taxonomía y Similitud en Florística.

## Algunas publicaciones
- SILVA, R. R. ; TOZZI, A.M.G.A. 2012. Papilionoideae (Leguminosae) do Planalto Residual do Urucum, oeste do Pantanal do Mato Grosso do Sul, Brasil. Hoehnea (São Paulo) 39: 39-83
- ----------------- ; ------------------. 2011. Uma nova espécie de Mimosa L. (Leguminosae Mimosoideae) do Centro-Oeste do Brasil. Hoehnea (São Paulo) 38: 143-146
- -----------------. 2011. Leguminosae no Pantanal de Barão de Melgaço, Mato Grosso, Brasil. Biota Neotropica 11: 1-5 en línea Archivado el 19 de abril de 2018 en Wayback Machine. en línea
- ---------------- ; CERVI, A. C. ; SANTOS, E.P. 2010. Flórula do Morro dos Perdidos, Serra de Araçatuba, Paraná, Brasil: Ericaceae. Acta Biologica Paranaense 39: 87-97
- ---------------- ; PRADO, A. L. ; FORTUNA-PEREZ, A.P. ; SEGALLA, R. 2010. Espécies herbáceas e lenhosas de Leguminosae numa área de Cerrado no Mato Grosso, Brasil. Rev. Brasileira de Biociências 8: 373-376
- ---------------- . 2010. Leguminosae do município de Poconé, Pantanal de Poconé, Mato Grosso, Brasil. Biota Neotropica 10: 1-7
- ---------------- ; TOZZI, A.M.G.A. 2008. A new species of Lonchocarpus (Leguminosae, Papilionoideae) from Mato Grosso do Sul, Brazil. Brittonia (Bronx) 60: 34-37

### Capítulos de libros
- SILVA, R. R. ; FERNANDES, A. 2009. Aeschynomene Sw. (Fabaceae). v. aceito. en: Wanderley, M.G.L.; Shepherd, G.J.; Giulietti, A.M. (orgs.) Flora Fanerogâmica do Estado de São Paulo. Hucitec, 29 pp.

### Revisiones de ediciones
- 2008, Periódico: Rodriguesia

## Membresías
- de la Sociedad Botánica del Brasil[5]
- Plantas do Nordeste[6]